# Joseph Greving
Joseph (Josef) Greving (* 24. Dezember 1868 in Aachen; † 6. Mai 1919 in Bonn) war ein deutscher katholischer Theologe, Kirchenhistoriker und Hochschullehrer.

## Leben
Der Sohn des Lehrers an St. Peter in Aachen, Bernhard Greving (1831–1904), und der Josephine Hackert studierte nach seinem Abitur am Aachener Kaiser-Karls-Gymnasium katholische Theologie an den Universitäten in Bonn und München. Während seines Studiums wurde er 1887 Mitglied der KDStV Novesia Bonn im CV. In München promovierte er 1893 unter Aloys Knöpfler zum Dr. phil. mit einer Dissertation über Paul von Bernrieds Vita über Gregor VII. Nach seiner anschließenden Priesterweihe war Greving als Kaplan zunächst in Essen und dann in Köln tätig. Ab 1899 widmete er sich wieder verstärkt der Wissenschaft und übernahm an der Rheinischen Friedrich-Wilhelms-Universität Bonn eine Stelle als Privatdozent, wo er sich auch wenig später bei dem Kirchenhistoriker Heinrich Schroers mit einer Schrift über die Kölner Beginen habilitierte.
Im Jahre 1909 wurde Greving als ordentlicher Professor für Kirchengeschichte an die Westfälische Wilhelms-Universität in Münster berufen und wechselte 1917 nach Emeritierung von Heinrich Schroers in gleicher Funktion wieder zur Universität Bonn.
Neben seiner Lehrtätigkeit befasste er sich, inspiriert durch Ludwig von Pastor, insbesondere mit Forschungen zur Geschichte der Reformation und veröffentlichte dazu Fachbücher unter anderem über Johann Eck sowie auf Anregung Sebastian Merkles und als Sammelbecken reformationsgeschichtlicher Forschungen die Geschichte der deutschen Reformation : (1517–55).
Sein Hauptwerk war 1919 die Herausgabe der Reihe Corpus Catholicorum. Werke katholischer Schriftsteller im Zeitalter der Glaubensspaltung, die als Gegenstück zu der Buchreihe Corpus Reformatorum geplant war, und die unter der Mitarbeit von Joseph Lortz entstand. Hierzu verfasste er den ersten Band Johannes Eck. Defensio contra amarulentas D. Andreae Bodenstein Carolstatini invectiones (1518).
Als Schriftsteller wie als Lehrer trug Greving maßgeblich dazu bei, dass sich die seit dem Erscheinen der Luther-Biographien von Friedrich Heinrich Suso Denifle und Hartmann Grisar verschärften Gegensätze in der Reformationsgeschichte milderten. Von 1910 bis 1918 war Greving ordentliches Mitglied der Historischen Kommission für Westfalen.
Greving verstarb 1919 in Bonn, wurde aber anschließend im Familiengrab seiner Eltern auf dem Aachener Ostfriedhof beigesetzt.

## Schriften (Auswahl)
- Pauls von Bernried Vita Gregorii VII.: ein Beitrag zur Kenntnis der Quellen und Anschauungen aus der Zeit des Gregorianischen Kirchenstreits., Schöningh, Münster (Westfalen), 1893.
- Wohnungs- und Besitzverhältnisse der einzelnen Bevölkerungsklassen im Kölner Kirchspiel St. Kolumba vom 13. bis zum 16. Jahrhundert. In: Annalen des Historischen Vereins für den Niederrhein., Bd. 78, 1904
- Geschichte der deutschen Reformation: (1517–55). Verlag Hauptmann, Bonn 1904.
- Johann Eck als junger Gelehrter. Eine literar- u. dogmengeschichtliche Untersuchung über seinen Chrysopassus praedestinationis aus dem Jahre 1514., Aschendorff, Münster (Westfalen) 1906.
- Johann Ecks Pfarrbuch für Unsere Liebe Frau in Ingolstadt. Ein Beitrag zur Kenntnis der pfarrkirchlichen Verhältnisse im 16. Jahrhundert., Aschendorff, Münster (Westfalen) 1908.
- Corpus Catholicorum. Werke katholischer Schriftsteller im Zeitalter der Glaubensspaltung. Aschendorff, Münster (Westfalen) 1919 ff.